# 馬西莫·斯塔諾
馬西莫·斯塔諾（義大利語：Massimo Stano，1992年2月27日—），義大利田徑運動員，他代表義大利隊參加了日本舉行的2020年夏季奧林匹克運動會，並且在男子20公里競走比賽上獲得金牌。